# باجو (كوريا الجنوبية)
باجو هي مدينة في كوريا الجنوبية، تتبع مقاطعة غيونغي، بلغ عدد سكانها 415,345 نسمة في 2015، تبلغ مساحتها 672.56 كيلومتر مربع.

## أعلام
- تشو يونغ جنغ
- سيم سانغ يانغ
- كانغ جي يونغ
- كم يونغ سي
- جو جاي جن